# M1 Combat Car
Der M1 Combat Car (deutsch Kampfwagen) war ein leichter Panzer der US Army in der Zeit vor und während des Zweiten Weltkrieges.

## Geschichte
Nach dem National Defense Act von 1920 war es in der US Army nur den Infanterieverbänden gestattet, Panzer einzusetzen. Um General Douglas MacArthurs Forderungen in den 1930er-Jahren nach einer Ausstattung der motorisierten Kavallerie mit Kampffahrzeugen zu erfüllen, wurde die Bezeichnung Combat Car geschaffen und so der New Deal umgangen.
Der Prototyp mit der Bezeichnung T1 war mit einem 12,7-mm- und einem 7,62-mm-Maschinengewehr in einem Drehturm ausgerüstet. Vier dieser Fahrzeuge wurden hergestellt und nach der Erprobung bis 1936 als Ziele auf der Schießbahn aufgebraucht. Im Jahre 1931 fertigte das Rock-Island-Arsenal einen Prototyp mit der Bezeichnung T2 an, von dem aber weiter nichts bekannt ist, als dass das Fahrzeug sich sowohl mit als auch ohne Ketten fortbewegen konnte. T3 war die Bezeichnung für einen Vorschlag zur Weiterentwicklung des T2, dessen Fahrwerk mit dem Vickers-Blattfedersystem ausgerüstet war, und der nicht realisiert wurde. Danach begann man mit der parallel verlaufenden Entwicklung der Fahrzeuge T4 und T5, wobei das Fahrzeug T4 auf dem Modell des Rad/Ketten-Panzer T3 M1931 von John Walter Christie basierte und das von der Truppe wegen seiner stabileren Waffenplattform und besseren Grabenüberschreitfähigkeit bevorzugt worden wäre. Am 14. November 1934 schickte man jedoch den T5-Prototyp (der vom US-Kriegsministerium bereits favorisiert worden war) auf einen Dauertest, der über drei Tage ging und über 1450 km vom Rock-Island-Arsenal bis nach Washington führte. Dabei wurde ohne Probleme eine Durchschnittsgeschwindigkeit von 48 km/h erreicht.
Daraufhin bestellte das US-Kriegsministerium die Variante T5, die mit dem Laufwerk einer leichten Zugmaschine aus dem Jahre 1933 ausgerüstet war. Dieses Laufwerk war mit den senkrechten Evolutfedern und in einer Wiege paarweise aufgehängten Laufrollen ausgestattet, wie es für die amerikanischen Panzerfahrzeuge während des Zweiten Weltkrieges charakteristisch werden sollte.
Im Januar 1938 lief die Serienfertigung des nunmehr M1 Combat Car genannten Fahrzeuges an. Noch im gleichen Jahr begannen erste Verbesserungen (u. a. am Getriebe) was dem Panzer die neue Bezeichnung M1E1 eintrug. Im Dezember 1938 verfügte die 7. Cavalry Brigade über insgesamt 112 Fahrzeuge beider Ausführungen. Nachdem im Zuge der vorsorglichen Mobilmachung 1940 weitere 292 Fahrzeuge bestellt waren, konnte auch durch die Schaffung einer eigenen Panzertruppe die Tarnbezeichnung wegfallen. Die von da an geltende Bezeichnung war M1A1 bzw. M1A2 (Light Tank). Als Schulungsfahrzeuge blieben sie bis 1942 im Dienst, wobei bereits ein Teil zur Ersatzteilgewinnung ausgeschlachtet wurde. Danach wurden die letzten 147 Fahrzeuge verschrottet.
Auch wenn die Wehrmacht das Fahrzeug nie in ihren Bestand hatte, führte sie das Fahrzeug in der Loseblattsammlung Kennblätter fremden Geräts unter der Bezeichnung Panzerkampfwagen M I 730 (a)

## Weitere Technische Daten
- Bodendruck: 0,58 kg/cm2
- Watfähigkeit: 1,32 m
- Steigfähigkeit: 62 %